# Бони, Яйи
Тома Йеи Бони (фр. Thomas Yayi Boni, род. 1 июля 1952, Чауру, департамент Боргу, Французская Дагомея) — президент Бенина с 6 апреля 2006 по 6 апреля 2016 года, сменил Матьё Кереку. Председатель Африканского союза с 29 января 2012 по 27 января 2013 года.

## Биография

### Личная жизнь
Бони родился в городе Чауру, а департаменте Боргу, французской колонии Дагомеи. Он получил образование в столице департамента — Параку, а затем учился на экономическом факультете Национального университета Бенина. Он изучал банковское дело в Дакаре (Сенегал), а затем экономику и политику в Орлеанском Университете, где он защитил кандидатскую диссертацию в 1986 году, и в Университете Парижа, где получил докторскую степень по экономике в 1991 году.
Будучи родом из мусульманской семьи, Бони перешел в протестантство. Он имеет пятерых детей, трое из которых занимают посты в администрации Бенина и его жена Шанталь (урожденная де Соуза), уроженка прибрежного города Уида, является племянницей бенинского политика Поля-Эмиля де Соуза.

### Банковская деятельность
Бони с 1980 по 1988 годы работал в Центральном банке государств Западной Африки, став заместителем директора в штаб-квартире, расположенной в Дакаре. В 1988 году стал заместителем директора Центра банковских исследований по профессиональному развитию в Западной Африке, в Дакаре. С 1992 по 1994 год работал в кабинете президента Бенина Нисефора Согло, ответственный за денежно-кредитную и банковскую политику. Наконец, в 1994 году был назначен председателем Западно-африканского банка развития (ЗАБР), за работу в котором он был удостоен национальным орденом за заслуги Французской Республики.

### Государственная деятельность
В первом туре президентских выборов, который состоялся 5 марта 2006 года, Бони получил 32 процента голосов. Адриен Хунгбеджи из Партии за демократическое обновление, получил 25 процентов, заняв второе место. Всего в выборах принимало участие 28 кандидатов. Во втором туре выборов, прошедшем 19 марта, Бони победил набрав 75 процентов голосов избирателей. В 2011 году переизбран в первом туре, получив 54% голосов.

#### Попытки покушения
По заявлению пресс-службы администрации президента, 15 марта 2007 года, Бони выжил после покушения на его убийство. На Бони покушались из засады на его охрану недалеко от деревни Икемон при возвращении с митинга после избирательной кампании в городе Уессе на парламентских выборах 2007 года. Нападавшие перекрыли дорогу сбитыми деревьями и обстреляли автомобиль, в котором должен был находиться президент, однако Бони в тот день ехал в другой машине. Некоторые бойцы из его охраны были ранены в ходе перестрелки со злоумышленниками. 
В 2012 году было объявлено о новой попытке покушения на президента (попытке отравления), в котором обвинялся бывший близкий союзник и спонсор избирательной кампании Бони - Патрис Талон. Было арестовано несколько человек, однако впоследствии все обвиняемые получили президентское прощение.

#### Попытка импичмента
В августе 2010 года Бони попытались объявить импичмент, но необходимого числа голосов оппозиции собрать не удалось. Попытка сместить президента произошла на фоне банкротства микрофинансовой организации «ICC Services» (действовавшей по принципу финансовой пирамиды), когда средств лишились около 100 тыс. человек. Оппозиция обвинила президента в том, что правительство закрывало глаза на деятельность ICC Services, а руководство компании было близко знакомо с некоторыми высокопоставленными чиновниками.

#### Посредничество во времяпереворота в Буркина-Фасов 2015 году
19 сентября 2015 года Бони, совместно с президентом Сенегала Маки Салем провели встречу с лидером переворота Жильбером Дьендре. По итогам этой встречи он заявил, что в Буркина-Фасо возобновит работу правительство переходного периода во главе с Мишелем Кафандо.

### С 2016 года
В сентябре 2021 года Патрис Талон и Томас Бони Яи, политические союзники, ставшие ближайшими врагами, встретились во дворце Марина в Котону. Во время этого разговора тет-а-тет Томас Бони Яи представил Патрису Талон ряд предложений и просьб, касающихся, в частности, освобождения «политических заключенных»..